# San Michele di Piave
San Michele di Piave (Sa Micel in veneto) è una frazione del comune di Cimadolmo, in provincia di Treviso. Sorge a nord di Treviso, sulla riva sinistra del fiume Piave.

## Geografia fisica

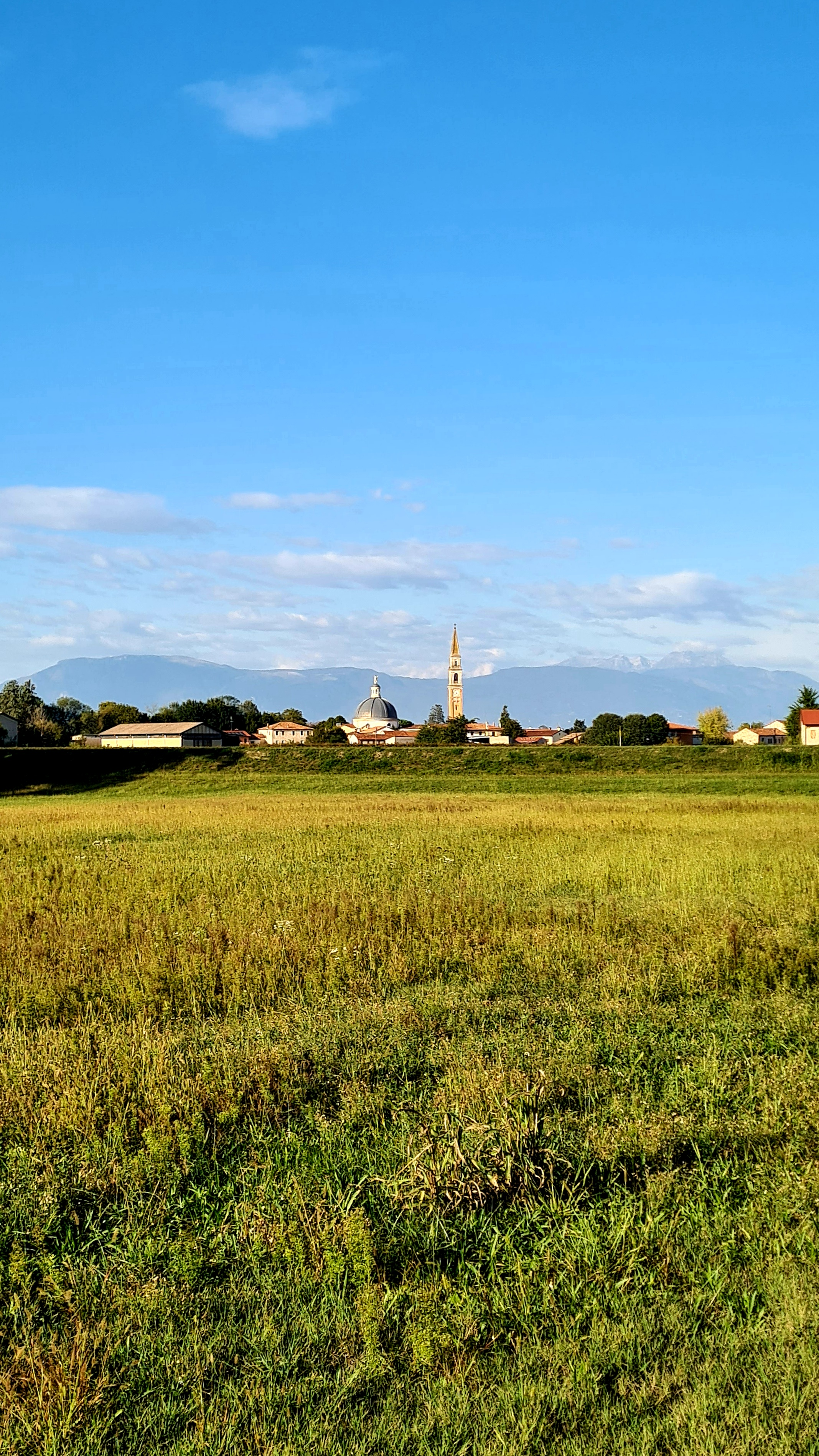
San Michele di Piave vista dal fiume Piave

### Il territorio
Situato sulla sponda sinistra del fiume Piave, oltre l'argine che lo delimita, San Michele presenta un territorio prevalentemente pianeggiante, a 38 m s.l.m., coltivato principalmente a vigneto.

## Origini del nome
Il toponimo San Michele di Piave trae origine dal culto di San Michele Arcangelo, molto diffuso nella zona già a partire dal Medioevo.Variò nel corso del tempo a seconda del titolo che la chiesa del paese assunse. Originariamente Ecclesia Sancti Michaëlis Arch. de Plavi, dal 1164 fino al 1910 fu nominata Ecclesia Sancti Michaëlis Arch. de Ulmo, in riferimento alla maggior influenza che ebbe la parrocchia di Cimadolmo. Solo a partire dal 1910, per decreto sovrano, fu ripristinato il titolo attuale.

## Storia

### Storia ecclesiastica

#### Le origini medievali
Le origini della comunità religiosa di San Michele risalgono a circa mille anni fa. Nel 1152 e ancora nel 1297 la chiesa di San Michele risulta sottoposta all'antica chiesa di Stabiuzzo (pleb S. Mauritii de Stablucio), ma già a partire dal 1164 il suo titolo mutò in Ecclesia Sancti Michaelis Arch. de Ulmo, a indicare già forse una maggiore influenza della parrocchia di Cimadolmo.
Nel 1314 San Michele risulta filiale di Roncadelle, che aveva sostituito Stabiuzzo come sede della matrice in seguito a una disastrosa inondazione, forse perché meno soggetta alla furia delle acque, nel 1554, invece, è documentata la sua dipendenza dalla chiesa di San Silvestro di Cimadolmo.

#### La dipendenza dalla parrocchia di Cimadolmo e la lotta per l'autonomia
La soppressione della parrocchia di San Michele e la supremazia della confinante parrocchia di Cimadolmo segnò l'inizio di un periodo di miseria e abbandono per la comunità sanmichelese. Aspre lotte, dispetti e controversie - unite all'ostruzionismo del parroco di Cimadolmo a qualsiasi rivendicazione di autonomia da parte della succursale - caratterizzarono da quel momento la vita religiosa di San Michele.

Sostiene Mons. C. Chimenton:
"Se si fosse provveduto, con maggiore interesse, al bene spirituale di quella curazia, l'idea dell'autonomia non sarebbe mai spuntata."
Il primo decreto di smembramento delle due parrocchie fu pubblicato il 17 agosto 1613 dal vescovo Giustiniani, dopo che le controversie tra San Michele e Cimadolmo erano finite all'orecchio dello stesso pontefice Paolo III. Esso costituiva a San Michele un cappellano autonomo con tutte le mansioni di parroco, sebbene ancora sottoposto alla supremazia del parroco di San Silvestro. 
Un primo passo per il ritorno all'autonomia fu l'elevazione della curazia di San Michele a vicaria perpetua, secondo quanto stabilito dal decreto del 9 aprile 1810. 
La realizzazione della nuova chiesa (1823), a cui partecipò la stessa Suor Maria Veronica (1815-1874), e le questioni politiche del 1848-49 diedero nuovo impulso alla lotta per l'indipendenza di San Michele. Il decreto di smembramento della parrocchia di Cimadolmo e l'erezione di San Michele a parrocchia indipendente fu pubblicato il 25 gennaio 1885. Il giorno seguente si effettuò la separazione tra le due parrocchie: per otto giorni le campane della chiesa di San Michele suonarono a festa. Le antiche aspirazioni erano state finalmente raggiunte. Da quel giorno cessarono le ostilità aperte tra le due comunità e San Michele poté iniziare una nuova vita.

#### Oggi
Nel Novecento si tentò più volte di gettare le due comunità religiose in quell'antagonismo che era stato causa di tanti danni nei tre secoli precedenti all'erezione a parrocchia di San Michele, ma la pacificazione non subì scosse fatali. 

### Storia civile

#### L'epoca romana
Rispetto al periodo fondativo, le informazioni sono poche. A Stablucium (Stabiuzzo), all'incrocio tra la via Postumia, costruita nel 148 a.C. dal Console Giunio Postumio Albinio, che collega Genova ad Aquileia, e la grande via fluviale del Piave, che connette la montagna al mare, i Romani avevano dato vita a un presidio militare, ben presto sede di un importante mercato, avviando di fatto la colonizzazione del territorio circostante.
Col decadimento della zona, in seguito alla distruzione di Opitergium e Aquileia da parte dei barbari, il guado di Stabiuzzo perse la sua centralità a favore di quello situato a monte di San Michele.

#### L'età medievale
Nel Basso Medioevo, l'insediamento così come il suo territorio risulta sottoposto prima al controllo, più o meno ininterrotto, del Patriarcato di Aquileia, poi a quello della Repubblica di Venezia, che si era impossessata del dominio di Aquileia, come anche di tutto il Friuli. In questo arco cronologico, la storia di San Michele si intrecciò con le vicissitudini del vicino feudo di San Polo di Piave, le terribili inondazioni del Piave (nel 1344, 1440, 1454, e ancora nel 1531, 1567, 1576, 1599), le grandi incursioni dei barbari, gli avversari e le mire espansionistiche del Patriarcato di Aquileia, ma soprattutto della Serenissima.
Nel 1164 San Michele fu teatro di scontro tra i Trevisani guidati da Eccelino il Balbo e l'esercito degli abitanti di Ceneda, Belluno, Conegliano e Friuli, che, sostenuto dal Patriarcato di Aquileia e guidato da Gueccellotto di Prata, signore di Porzia, Brugnera e Prata, tentava di abbattere il libero comune di Treviso. Fu una sconfitta completa per la Lega, a cui seguì una dedizione dei nemici al libero Comune di Treviso. Nel 1216 una nuova guerra tra i due fronti lasciò il territorio devastato.
Alle scorrerie dei Trevigiani seguirono le irruzioni distruttrici degli Ungheri del 1356 e del 1372 e quelle dei Padovani del 1382, entrambi nemici acerrimi dei Veneziani.

#### L'Ottocento
L'8 maggio 1809, l'esercito franco-italiano di Napoleone, guidato dal principe Eugenio di Beauharnais e quello austriaco al comando di Giovanni d'Asburgo-Lorena si scontrarono precisamente a San Michele. La battaglia, che passò alla storia con il nome di Battaglia del Piave, si concluse con la vittoria delle armi francesi.
Tre personaggi illustri di San Michele di Piave tra Risorgimento italiano e Unità d'Italia figurano il Gen. Angelo Mengaldo (1787-1869), Don Giacomo Campion (1819-1871) e Giovanni Battista Lovadina (1839-1917), pioniere della pedagogia.
San Michele prima della Grande Guerra aveva raggiunto un progresso che lo metteva a pari con il capoluogo.   

#### La Grande Guerra

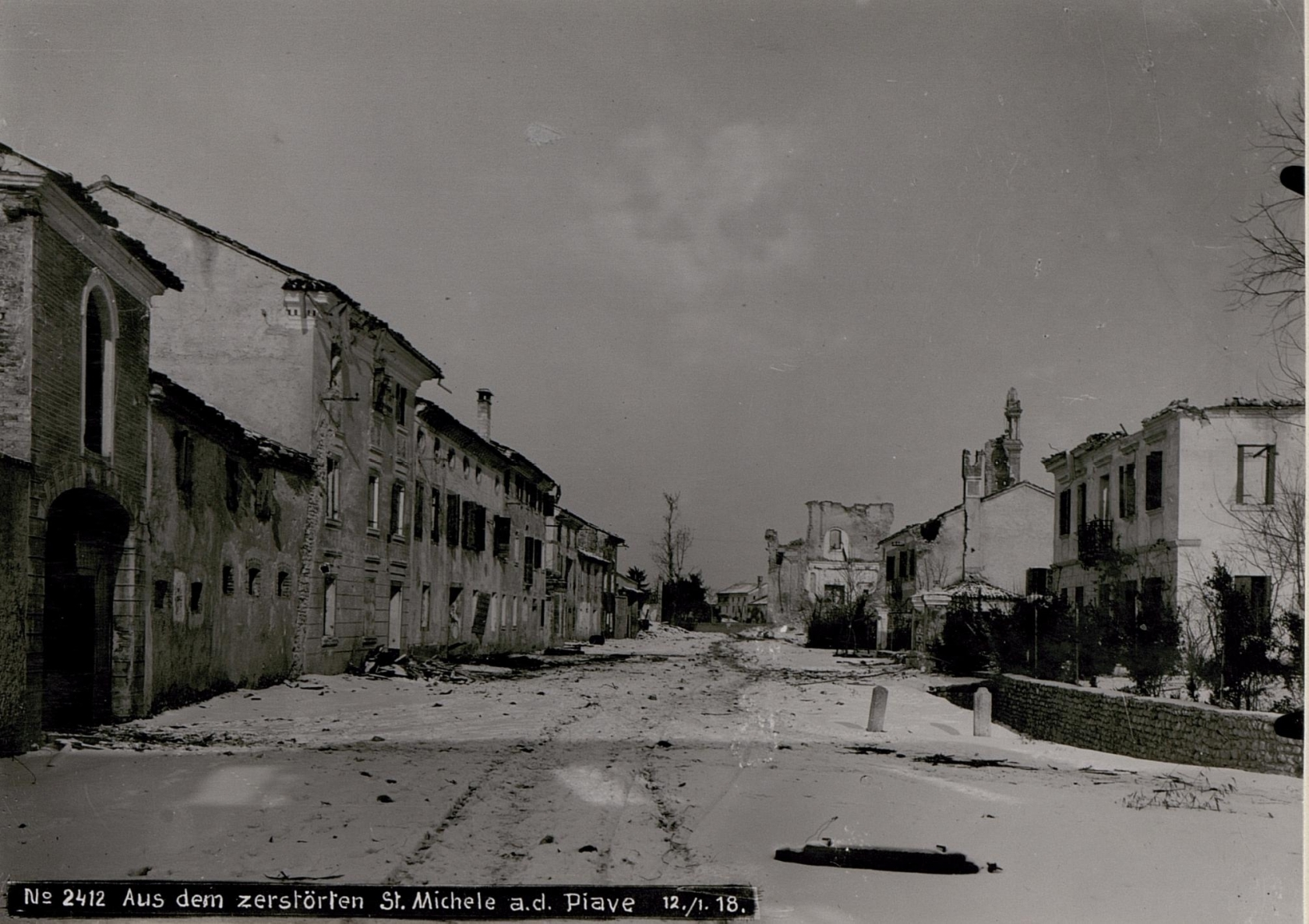
San Michele di Piave dopo i bombardamenti della Grande Guerra

La Grande Guerra nel 1917-1918 ridusse San Michele ad un cumulo di rovine a causa della sua vicinanza al fronte del Piave. In seguito alla disfatta di Caporetto (24 ottobre 1917), l'esercito italiano si era infatti rifugiato sulla sponda destra del Piave. Il pomeriggio del 9 novembre, all'arrivo delle prime pattuglie tedesche, fu imposto alla popolazione di restare rinchiusa in casa dalle sei della sera alle sei del mattino e di non tenere le luci accese durante la notte, pena la fucilazione del capo famiglia. Nella notte tra il 10 e l'11 novembre tutto il paese fu sottoposto ad angherie e furti. Nelle prime ore del 12 novembre il paese subì un pesante bombardamento da parte dello schieramento italiano, finalizzato a colpire in particolare gli edifici sacri, considerati punti di osservazione strategici per il nemico. In quel giorno furono abbattute diverse case nella piazza e nel Borgo di Sopra; il campanile fu danneggiato in più parti; la chiesa fu colpita in pieno. All'inizio del 1918 San Michele si poteva dire distrutto e abbandonato da tutti.
La mattina del 9 febbraio il sacerdote di San Michele, Don Amerigo Garbuio, e 70 suoi parrocchiani, che si erano rifugiati nel settore di Vazzola, furono costretti ad allontanarsi: trasportati fino a Coderno di Codroipo, lì rimasero, dispersi in varie località, fino al termine del conflitto. 
Quasi un anno dopo, nella notte tra il 26 e il 27 ottobre sette ore di bombardamento percossero San Michele e tutti i paesi prossimi all'argine. Alle 6:45 le truppe inglesi spinsero le truppe all'attacco: San Michele stava per essere finalmente liberato. I soldati britannici conquistavano, perdevano e riconquistavano Borgo Malanotte: il fitto reticolo di fossi, vigneti e siepi, che celava nidi di mitragliatrici e piccoli nuclei di fucilieri difficili da riconoscere, rallentava la manovra inglese. Solo nel primo pomeriggio fu centrato l'obiettivo. Durante quell'anno, San Michele ebbe 75 persone morte di fame o in seguito a patimenti sofferti e 40 caduti in guerra.

## Monumenti e luoghi d'interesse

### Chiesa di San Michele Arcangelo
La Prima Guerra Mondiale ridusse l'edificio ottocentesco con tetto conico schiacciato ad un cumulo di macerie.  

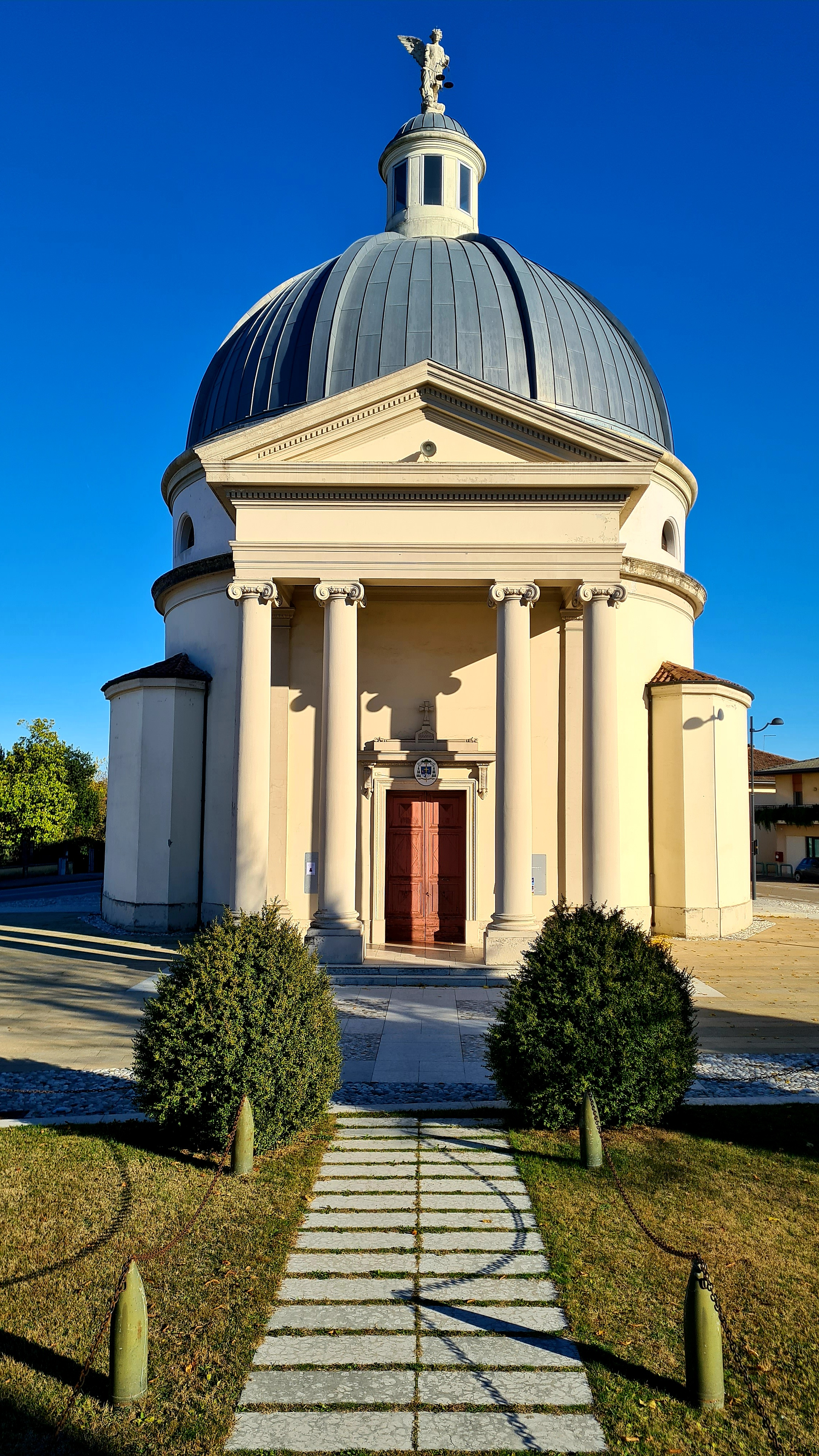
Facciata della chiesa di San Michele Arcangelo

Edificato a partire dal 1922, il nuovo edificio sacro di stile neoclassico fu realizzato su progetto di Luigi Candiani. Benedetto solennemente il 30 luglio 1926, quando ancora non ultimato, fu consacrato da parte del vescovo di Ceneda, S. Ecc. Mons. Eugenio Beccegato, solamente un anno dopo, in occasione della vigilia della festa del Santo patrono, il 28 settembre 1927. 
La chiesa, dotata frontalmente di un pronao tetrastilo, è costituita da un'aula circolare, con quattro cappelle laterali e presbiterio di forma rettangolare rialzato. La grande cupola, principale novità rispetto alla realizzazione del 1823, considerata un'opera di alto livello ingegneristico, è stata restaurata nel 2009-2010. Sulla sua sommità spicca la statua in pietra di Custozza di San Michele Arcangelo, eseguita nel 1925 dallo scultore Vittorio Celotti. 
Al suo interno, oltre alle pitture realizzate da Carlo Donati nel 1927 sulla cupola e sul tamburo, si trovano il San Michele Arcangelo combatte contro Satana, olio su tela di Gino Borsato, e l'Adorazione dei pastori, dipinto anonimo donato alla fine della Prima Guerra Mondiale da Don Adriano Buosi, restaurato nel 1996 e recentemente attribuito al pittore tardo cinquecentesco El Greco. 

### Monumento ai caduti della Grande Guerra

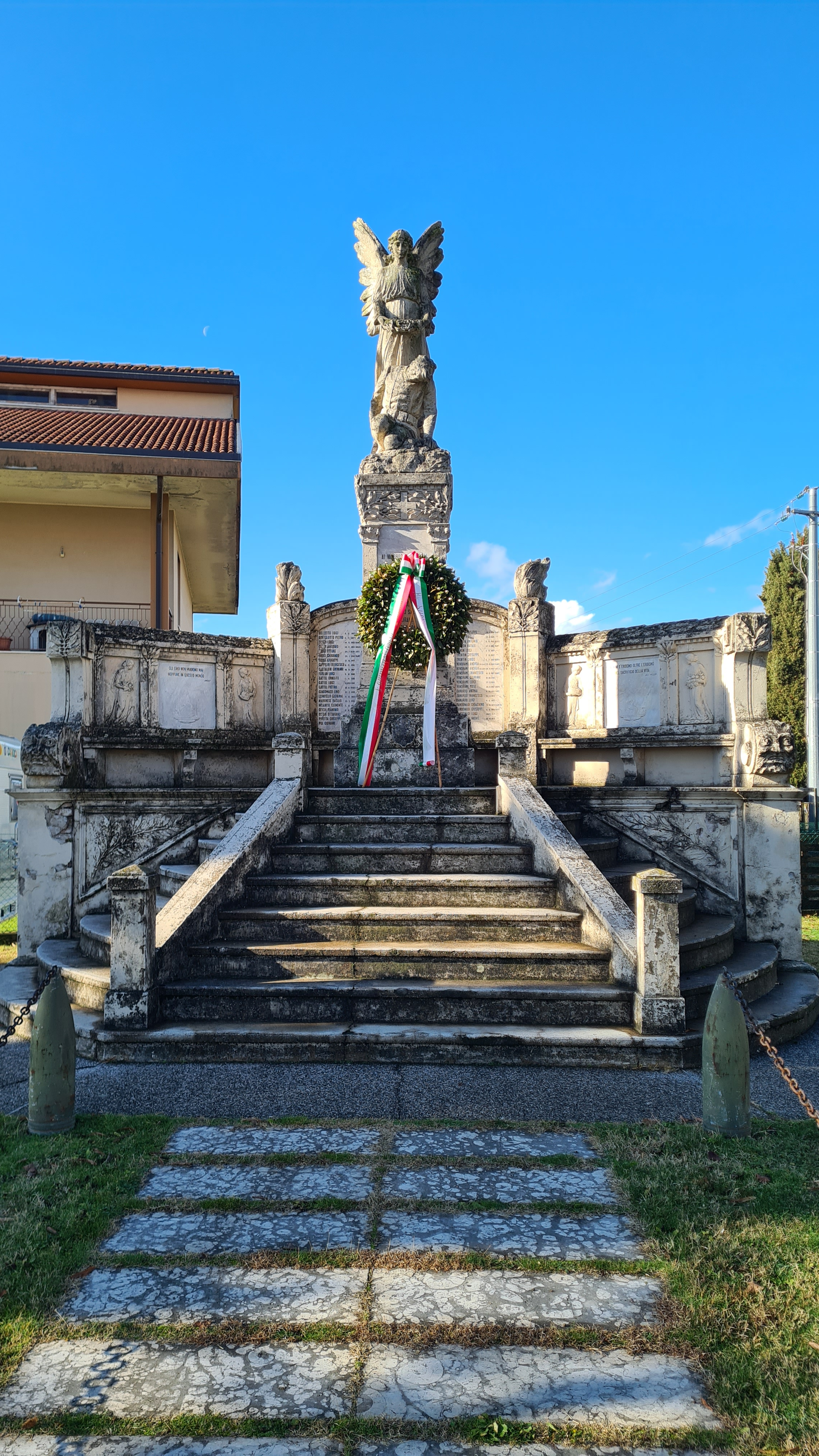
Monumento ai caduti della Grande Guerra di San Michele di Piave

Collocato di fronte alla chiesa di San Michele Arcangelo, il Monumento dedicato ai caduti della Prima Guerra Mondiale si eleva in un prato verde circondato da alberelli di bosso, affiancato da due cannoni della Grande Guerra.
Fortemente voluto alla fine del conflitto dalla popolazione di San Michele, fu uno dei primi monumenti che si innalzarono nei paesi del Lungo Piave, essendo stato inaugurato il 29 settembre 1922.
Realizzato in pietra dolce scolpita e marmo di Carrara dallo scultore Vittorio Celotti, il monumento è inserito in un vero e proprio contesto architettonico: oltre una breve gradinata tripartita, su una sorta di terrazza chiusa da un recinto marmoreo in cui - oltre ai nomi dei caduti - sono inserite figure femminili, recanti doni, iscrizioni e simboli classici allusivi alla Vittoria, si erge il basamento vero e proprio su cui spicca la figura alata della Vittoria ai cui piedi si accascia il soldato morente.
Il monumento servirà da modello per il monumento ai caduti di Conegliano.

### Museo comunale di San Michele di Piave

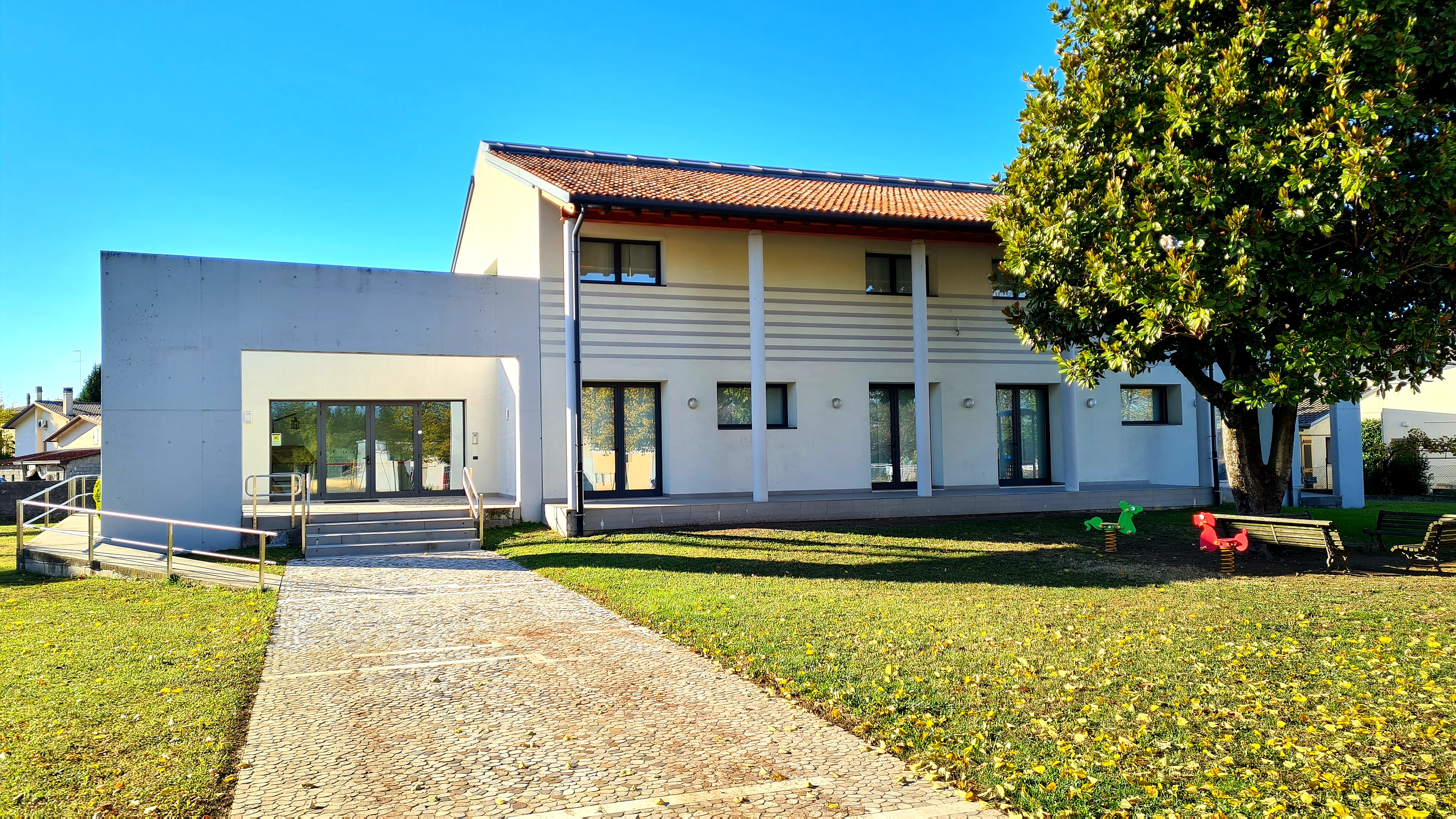
Museo comunale di San Michele di Piave

Situato in via G. Garibaldi, nei pressi della chiesa parrocchiale, il museo comunale era originariamente sede delle ex scuole elementari della frazione di San Michele. Oggi ospita una ricca collezione di reperti naturali, ornitologici, etnografici, storici e archeologici che permette al visitatore di ripercorrere la storia difficile e travagliata delle genti rivierasche, dalle origini antiche ai più recenti conflitti mondiali.

## Cultura

### Eventi
- Panevin (sera del 5 gennaio);

- Festa del camionista (originariamente dal 25 aprile ai primi di maggio, oggi non più organizzata): manifestazione nata da un'idea di Luigi Antonioli e realizzata a partire dal 1983, suggellata dalla benedizione di tutti gli autoveicoli, camion e automezzi agricoli, che negli ultimi anni assunse un posto di rilievo nel panorama di appuntamenti provinciali e regionali, unendo occasioni goderecce a momenti di serio dibattito sul mondo dell'autotrasporto[29];

- Festa del patrono San Michele Arcangelo (29 settembre): festività organizzata - come la successiva - dalla Polisportiva Voluntas grazie al contributo prezioso di numerosi volontari;

- Festa degli anziani (la seconda domenica del mese di ottobre)[30];
- Feffarkhorn (secondo weekend di settembre): è un festival celtico tra i più importanti d'Italia che ogni anno vede migliaia di visitatori provenienti da tutta Europa per assistere agli spettacoli di musica e arte, assaggiare cibi tipici e cimentarsi nell'antica cultura celtica, il tutto immersi nella natura all'interno delle grave del fiume Piave;

- RunMichele: marcia podistica non competitiva di 5 e 10 km aperta a tutti che si svolge tra le vie (asfaltate e non) del paese, organizzata dalla Scuola Materna di San Michele dal 2019, originariamente nel mese di maggio[31].

## Geografia antropica

### Suddivisioni
La frazione è formata da vari borghi:
- Borgo Chiesa, nei pressi della chiesa parrocchiale;
- Borgo Croda, lungo via Don Bosco;
- Borgo di Sopra, antico nucleo abitativo di San Michele, situato vicino all'argine, all'incrocio tra via Piave, via Cal San Michele e via Campagna, dove fin dai primi anni del Novecento esiste un'antica osteria, sopravvissuta alle due guerre;
- Borgo Geron, lungo via G. Garibaldi, strada che unisce ancora oggi San Michele a Cimadolmo e che un tempo era sterrata e polverosa (da qui l'antico nome dialettale del borgo), la cui omonima osteria rappresenta uno dei punti d'incontro tradizionali della gente del luogo;
- Borgo Vendrame, lungo la via omonima.

## Economia

### I vecchi mestieri
Tra i vecchi mestieri di questa terra si annoverano la lavorazione dei vimini, pratica domestica che prendeva avvio dalla raccolta dei rami di salici che crescono spontaneamente sul letto del Piave ad ogni secca, e il trasporto di sassi dal greto del fiume da parte dei cosiddetti carioti in tutto il Nord-Est Italia, ma anche all'estero. Proprio da quest'ultimo faticoso e pericoloso lavoro discendono le numerose e fiorenti attività di autotrasporto che oggi costellano il territorio di San Michele e non solo.